# Synalov
Synalov település Csehországban, a Brno-vidéki járásban. Synalov Lomnice, Strhaře, Běleč, Ochoz u Tišnova és Osiky településekkel határos. Lakosainak száma 114 fő (2024. január 1.).

## Népesség
A település lakosságának változását az alábbi diagram mutatja:
| Lakosok száma | 294  | 325  | 316  | 212  | 169  | 120  | 118  | 119  | 122  | 114  |
|               | 1869 | 1900 | 1921 | 1961 | 1980 | 2011 | 2016 | 2019 | 2021 | 2024 |